# Heteroctenus turieli
Espèce
Heteroctenus turieli est une espèce de scorpions de la famille des Buthidae.

## Distribution
Cette espèce est endémique de la province de Pinar del Río à Cuba. Elle se rencontre dans la Sierra de los Órganos.

## Description
Le mâle holotype mesure 98,8 mm, les mâles mesurent de 89,6 à 98,8 mm et les femelles de 95,9 à 102,6 mm

## Systématique et taxinomie
Cette espèce a été décrite par Teruel et Yong en 2023.

## Étymologie
Cette espèce est nommée en l'honneur de Carlos Turiel.

## Publication originale
- Teruel & Yong, 2023 : « Una Nueva Especie de escorpion del genero Heteroctenus Pocock, 1893 (Scorpiones: Buthidae), de Cuba Occidental. » Revista Iberica de Arachnologia, no 42, p. 119-129.